# Praagse tram
De Praagse tram is een tramnetwerk in de Tsjechische hoofdstad Praag. Het netwerk wordt geëxploiteerd door het Openbaarvervoerbedrijf Praag. Het heeft een lengte van 141 kilometer en ruim 700 voertuigen. Het netwerk bestaat uit 26 daglijnen en 9 nachtlijnen.

## Geschiedenis
In 1875 reed de eerste paardentram in Praag. Op het hoogtepunt had dit netwerk een lengte van ongeveer 20 km. In 1891 reed de eerste elektrische tram. Dit was een stukje van 800 meter van het stadsdeel Letná naar het terrein van een grote tentoonstelling. Deze route, die tot 1,4 km werd verlengd, werd in 1902 alweer gesloten, maar intussen was in 1896 de eerste regelmatige elektrische tramdienst geopend,  Florenc - Libeň - Vysočany. Nadat in 1897 een gemeentelijk trambedrijf was opgericht, werden steeds meer particuliere maatschappijen, waaronder de paardentrams, overgenomen. Aan het begin van de Eerste Wereldoorlog hadden de tramlijnen, die inmiddels volledig onder het gemeentebedrijf vielen en volledig waren geëlektrificeerd, een gezamenlijke lengte van zo'n 100 kilometer. Onderbroken door twee wereldoorlogen breidde het tramnet zich steeds verder uit, tot in de jaren 60 de bouw begon van de metro van Praag.

## Huidige situatie
Een kaartje voor een rit van 90 minuten kost (per 1 augustus 2021) 40 Tsjechische kronen. Een kaartje voor een kort traject (rit van 30 minuten) kost 30 kronen. Een dagkaart kost 120 Tsjechische kronen. De bestuurder verkoopt geen kaartjes maar men kan deze uit een kaartautomaat kopen die op de meeste haltes staan.

### Netwerk
Het huidige tramnetwerk kent 26 dagroutes (genummerd 1–26). Daarnaast zijn er 9 nachtlijnen (91-99) die elke nacht rijden in een 30-minutendienst. De lijnen 2, 4, 6, 21 en 23 zijn ondersteunende lijnen en rijden niet in de stille uren. Ook hebben sommige lijnen korttraject diensten. Lijn 23 volgt grotendeels het traject van lijn 22 en wordt gereden met historische Tatra T3M-trams.
Het tramnet wordt frequent bereden en op de meeste uitlopers wordt het twee lijnen per tak systeem gereden en op enkele uitlopers rijden zelfs 3 of 4 lijnen. Opvallend is dat een aantal eindlussen in tegengestelde richting door een aantal lijnen wordt bereden. In het weekeinde wordt op een aantal lijnen maar om de 15 minuten gereden en op zondagochtend op vrijwel alle lijnen om de 20 minuten. De omlooptijden zijn ruim en meestal staan aan de eindpunten 3 wagens per lijn in ruste, zelfs op zondagochtend bij een 20 minutendienst.  

### Infrastructuur
De spoorwijdte op het net bedraagt 1435 mm (normaalspoor), en de bovenleidingspanning is 600 V. Een groot deel van het netwerk (ca. 100 km) is voorzien van zogeheten BKV-platen, voorgefabriceerde betonplaten met groeven waarin de groefrails komen te liggen. Een deel van het netwerk bestaat nog uit groefrails met kasseien of straatstenen. Alleen op enkele recente uitlopers is er veldspoor en bovenleiding met kettingophang. Het tramnet kent een drietal Grand Unions. Op het gehele net is een tramstation met semi-metro kenmerken: K Barrandov. Zo ligt het verdiept en kan de tram het geheel conflictvrij passeren: voetgangers mogen de sporen niet oversteken, er is een loopbrug voor aangelegd. Aan een kant is een tunnel en het traject is in gebruik genomen in 2003.

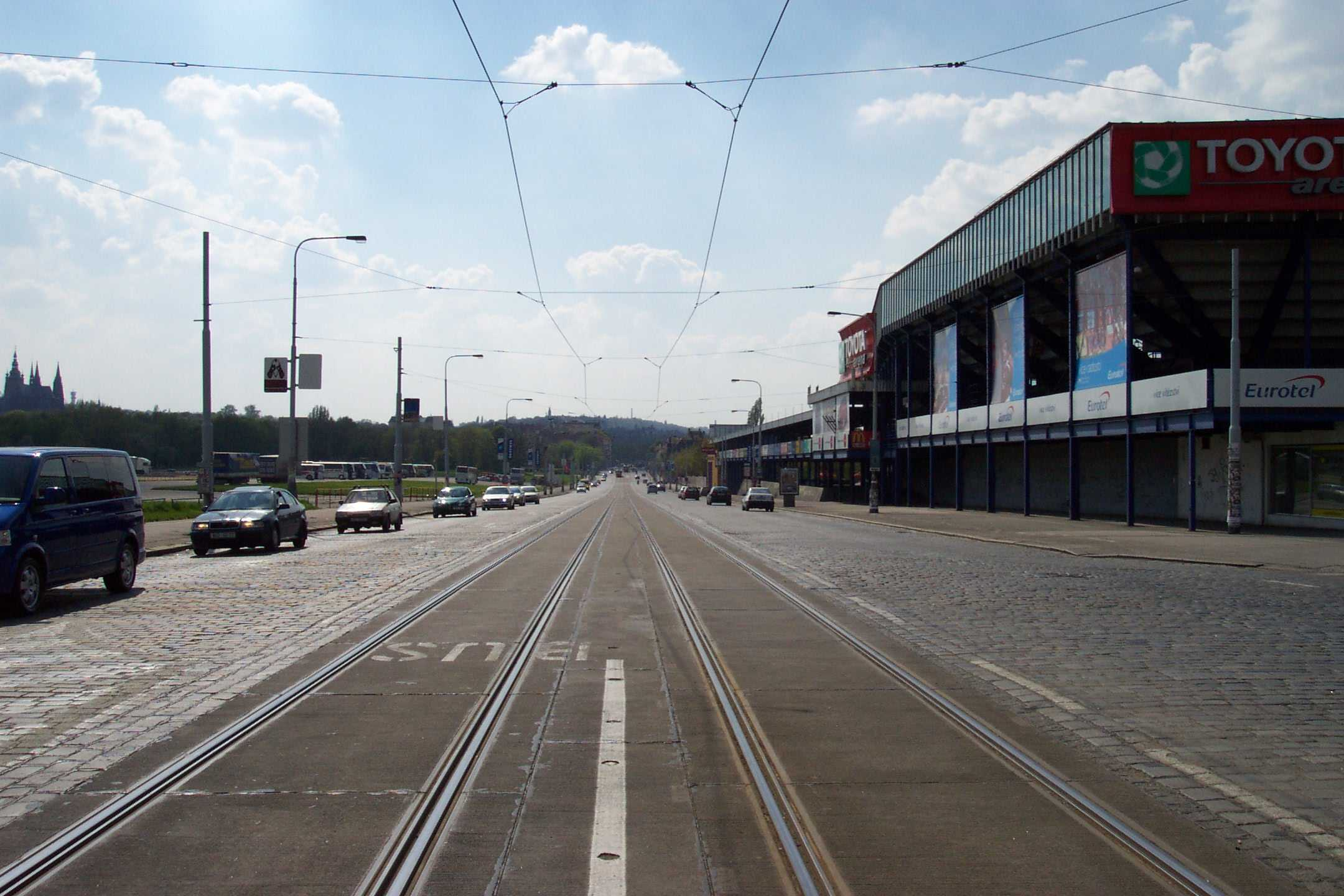
Tramrails in BKV-platen
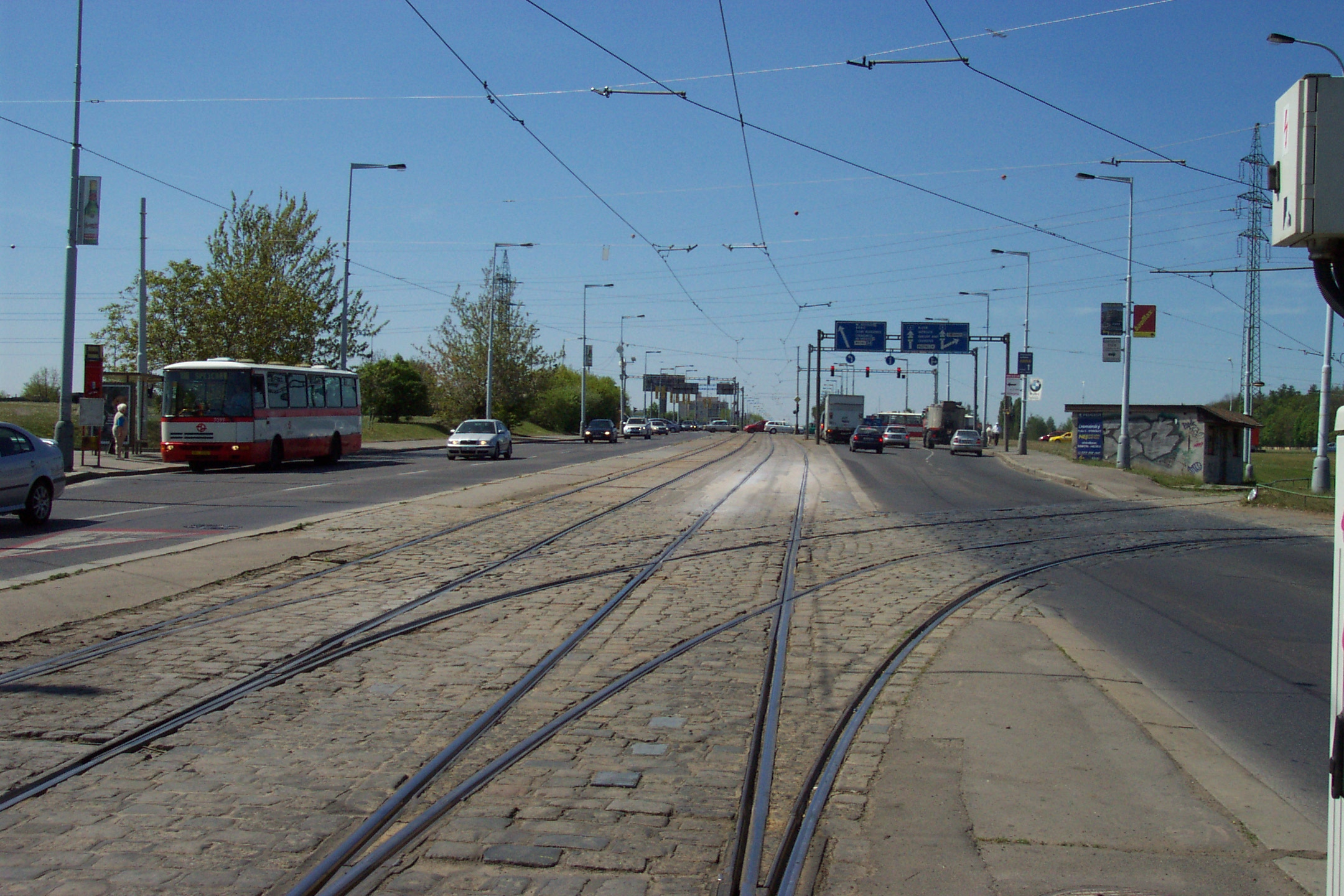
Tramrails met kasseien
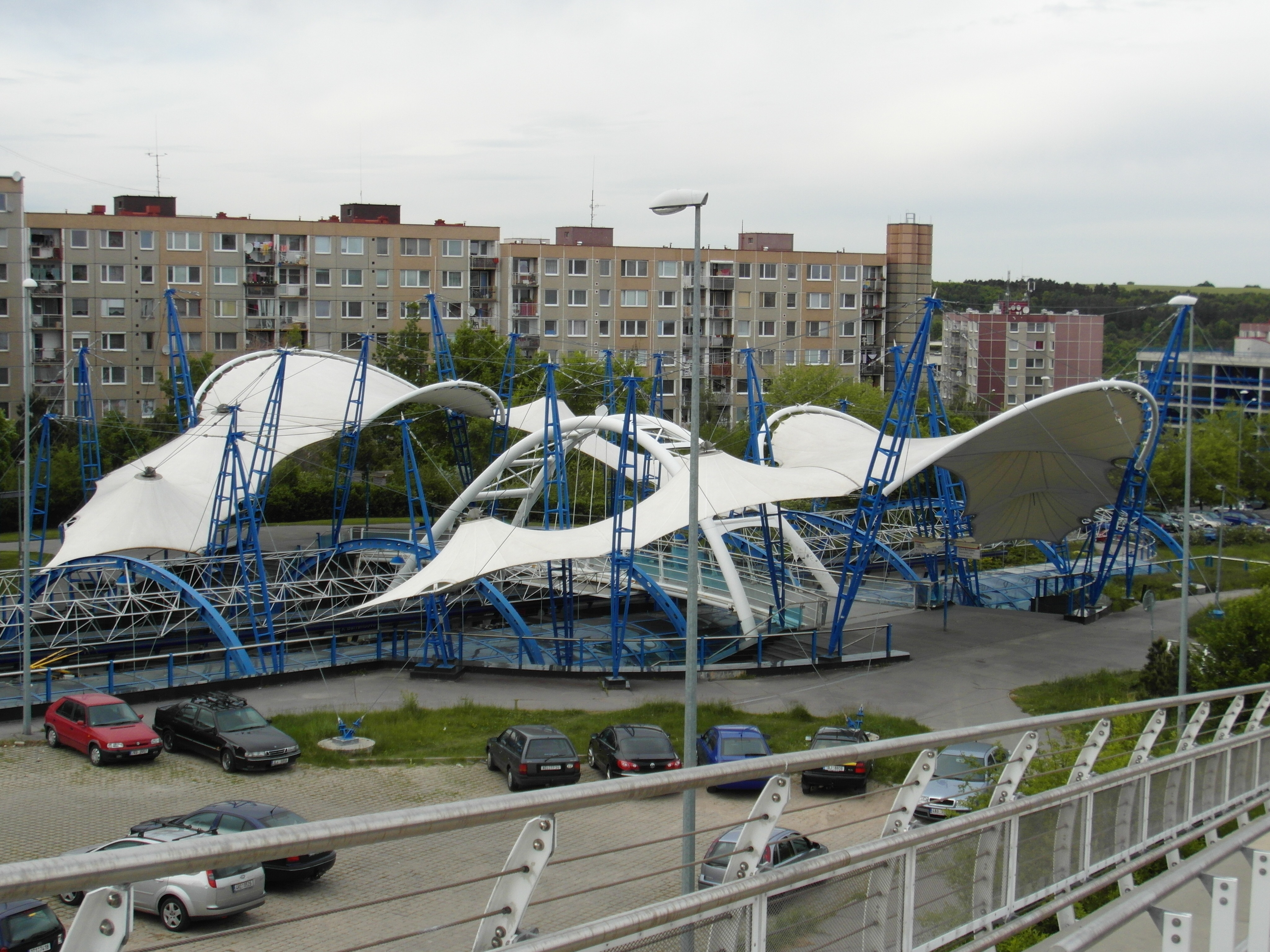
Tramstation K Barrandov
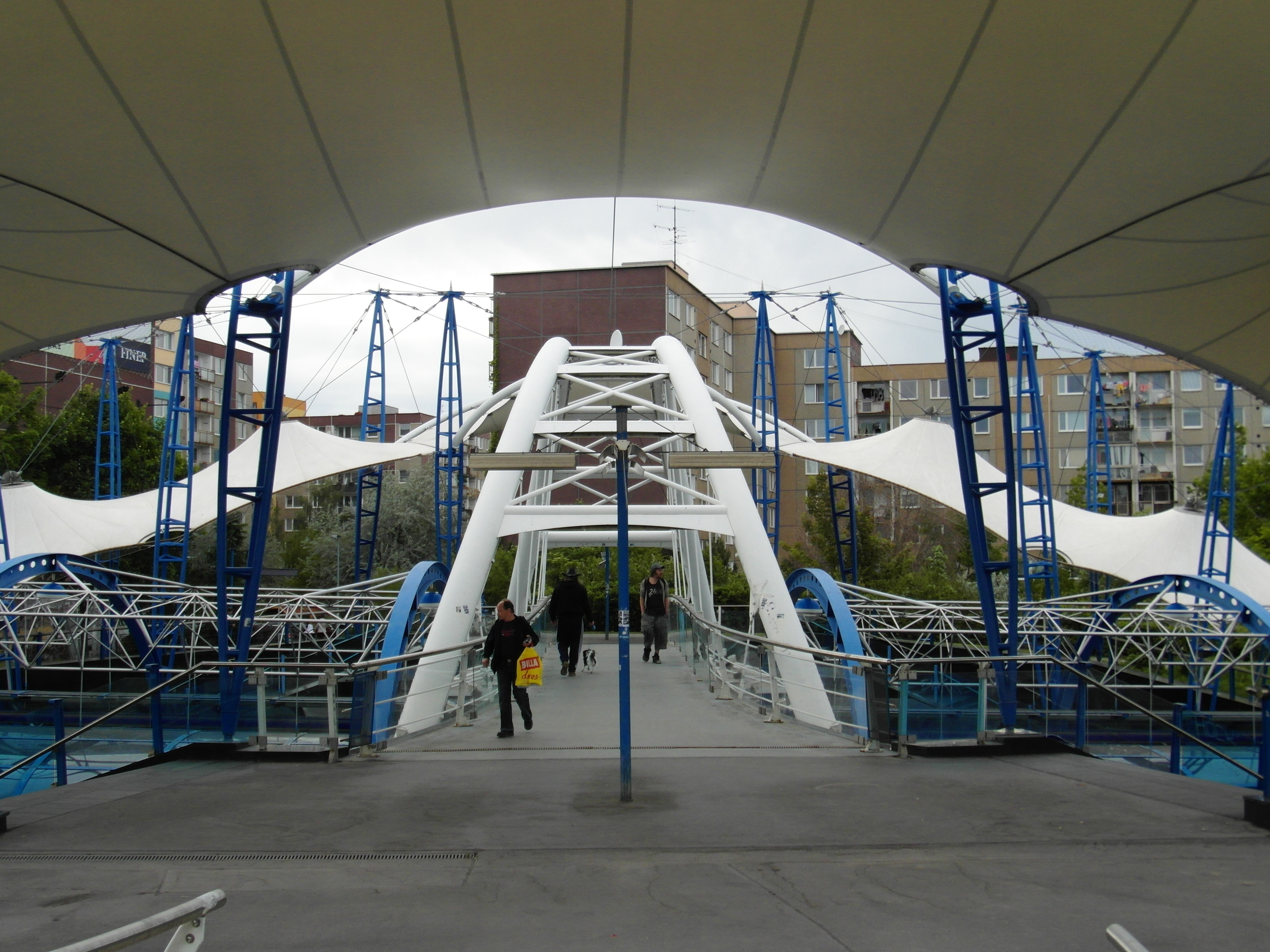
Loopbrug van K Barrandov

### Materieel

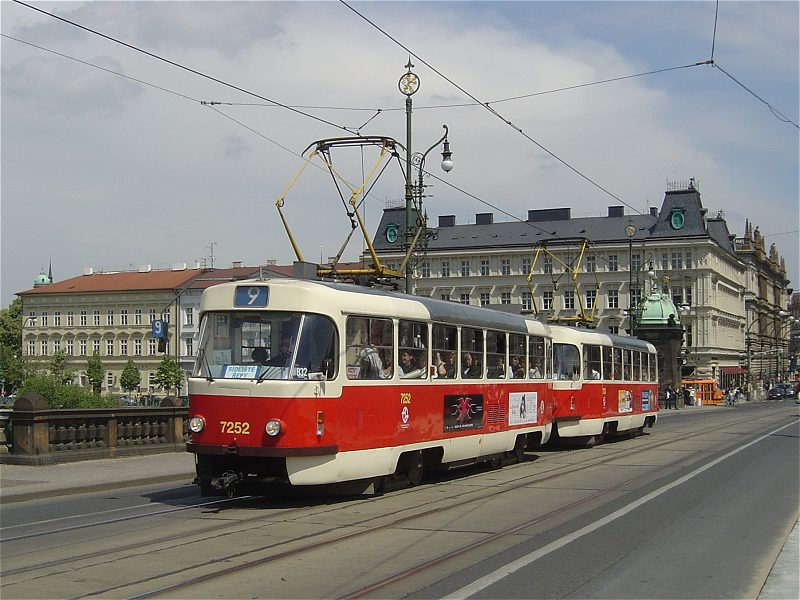
Twee gekoppelde wagens van het type Tatra T3 in Praag

De Praagse tram had in 2022 781 voertuigen. Medio 2023 waren daarvan 407 ongelede motorwagens van het type Tatra T3, die alleen of in dubbeltractie kunnen rijden. Op maandag tot en met vrijdag wordt vrijwel alleen in dubbeltractie gereden terwijl in het weekeinde dit alleen op de drukste lijnen het geval is. Ook het nieuwste materieel met een grotere capaciteit wordt op de drukste lijnen ingezet. De overige lijnen rijden dan met een losse wagen.  

#### Tatra
Het oudste nog rijdende materieel (gebouwd tussen 1961 en 1983) is het type T3 van Tatra. Dit zijn vierassige motorwagens met twee draaistellen. Een groot aantal vierassige motorwagens is gemoderniseerd en voorzien van zachte bankjes (behalve op lijn 23) en een andere kleurstelling. Een aantal wagens is voorzien van een nieuwe wagenbak met in het midden een lage vloer. Deze doen dienst met een volgwagen zonder lage vloer. Daarna volgden in de jaren tachtig de gelede trams van het type KT8D5, ook van Tatra. Deze hebben een interieur met bankjes van geperst hout. In gemoderniseerde stellen van dat type is de middelste bak van nieuwe bak met in het midden een lage vloer voorzien en kregen de wagens deuren aan beide zijden alhoewel in Praag alle lijnen een eindlus hebben. Tussen 1995 en 1997 leverde Tatra 150 stellen van het type T6A5, wederom vierassige motorwagens: veel zijn er verkocht en geen nog in reguliere dienst.

#### Škoda
Het voorlaatste type is de vijfdelige Škoda 14T. Dit type heeft veel weg van de Combino (Siemens) en Citadis (Alstom). De kleine bakken zijn hierbij voorzien van rode stoffen langsbanken op de wielkasten en de oplegbakken hebben dwarsbanken. De grootste bestelling gelede trams voor Praag is het type Škoda 15 T, een driedelige gelede lagevloertram met een modern uiterlijk. De draaistellen bevinden zich hierbij voor- en achteraan en onder de geledingen. Vanaf 2025 worden 40 lagevloertrams van het type 52T geleverd, deze zijn conceptueel hetzelfde als de trams van Škoda voor Bratislava.

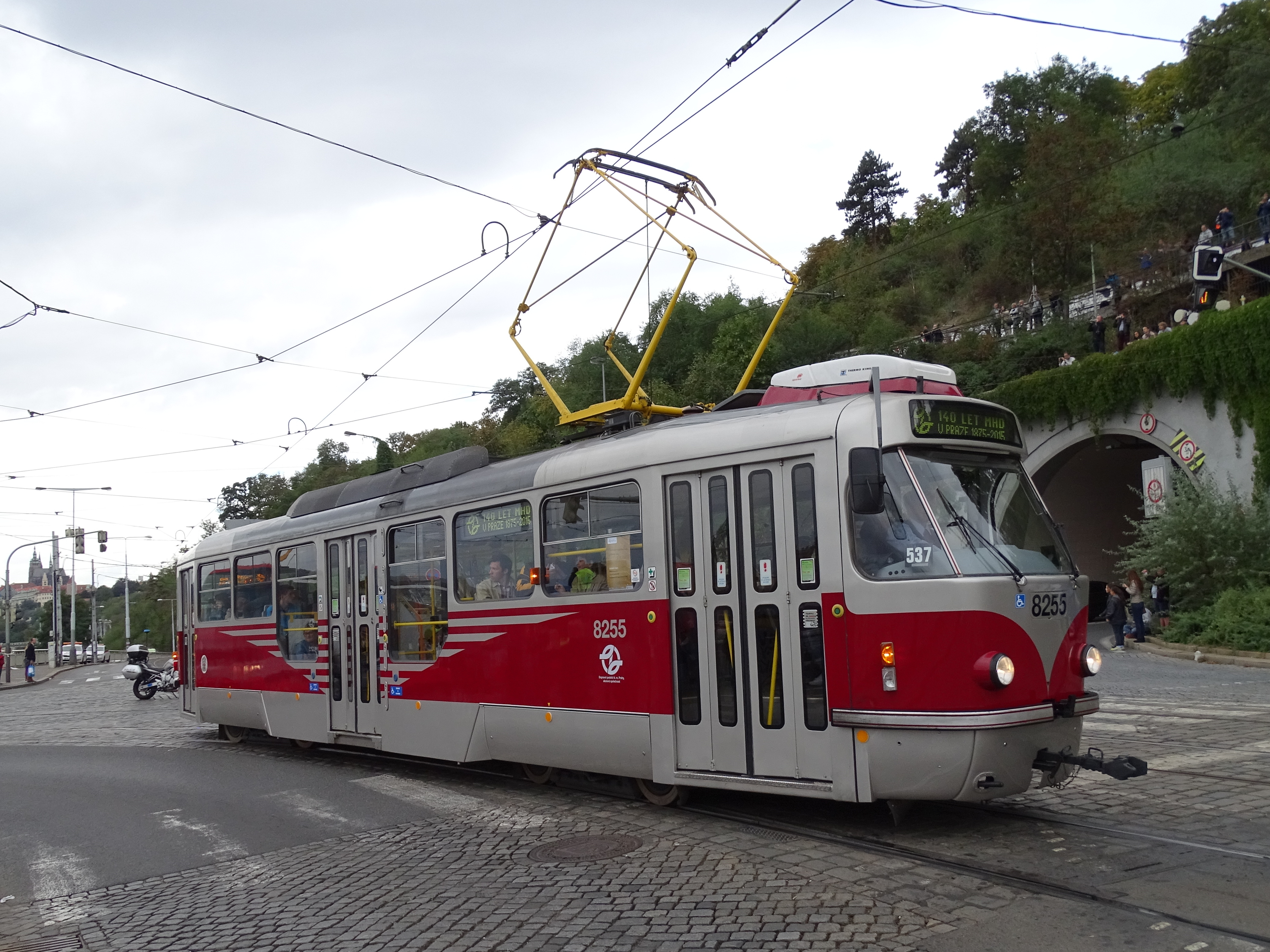
Tatra T3R.PLF
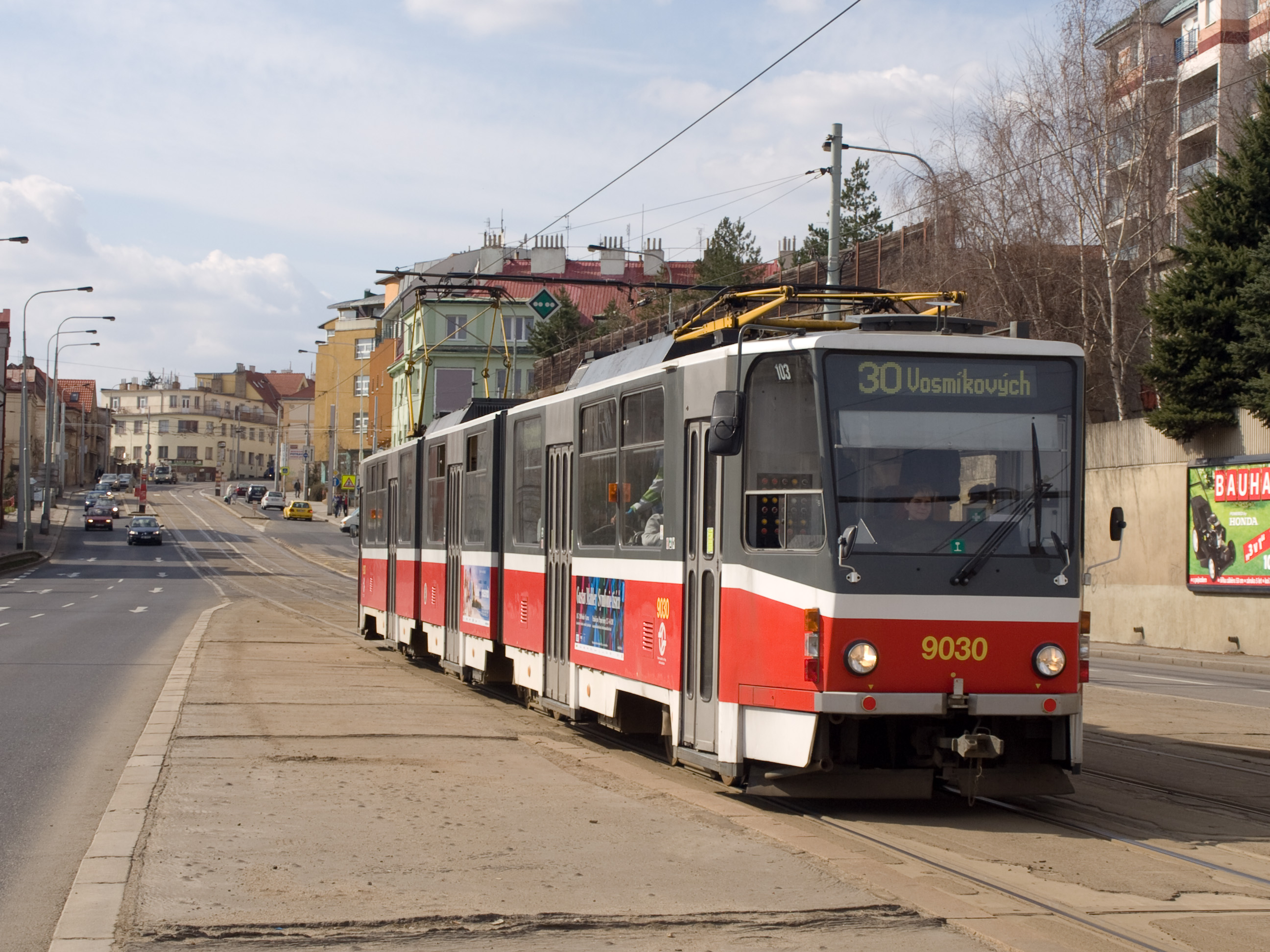
Tatra KT8D5
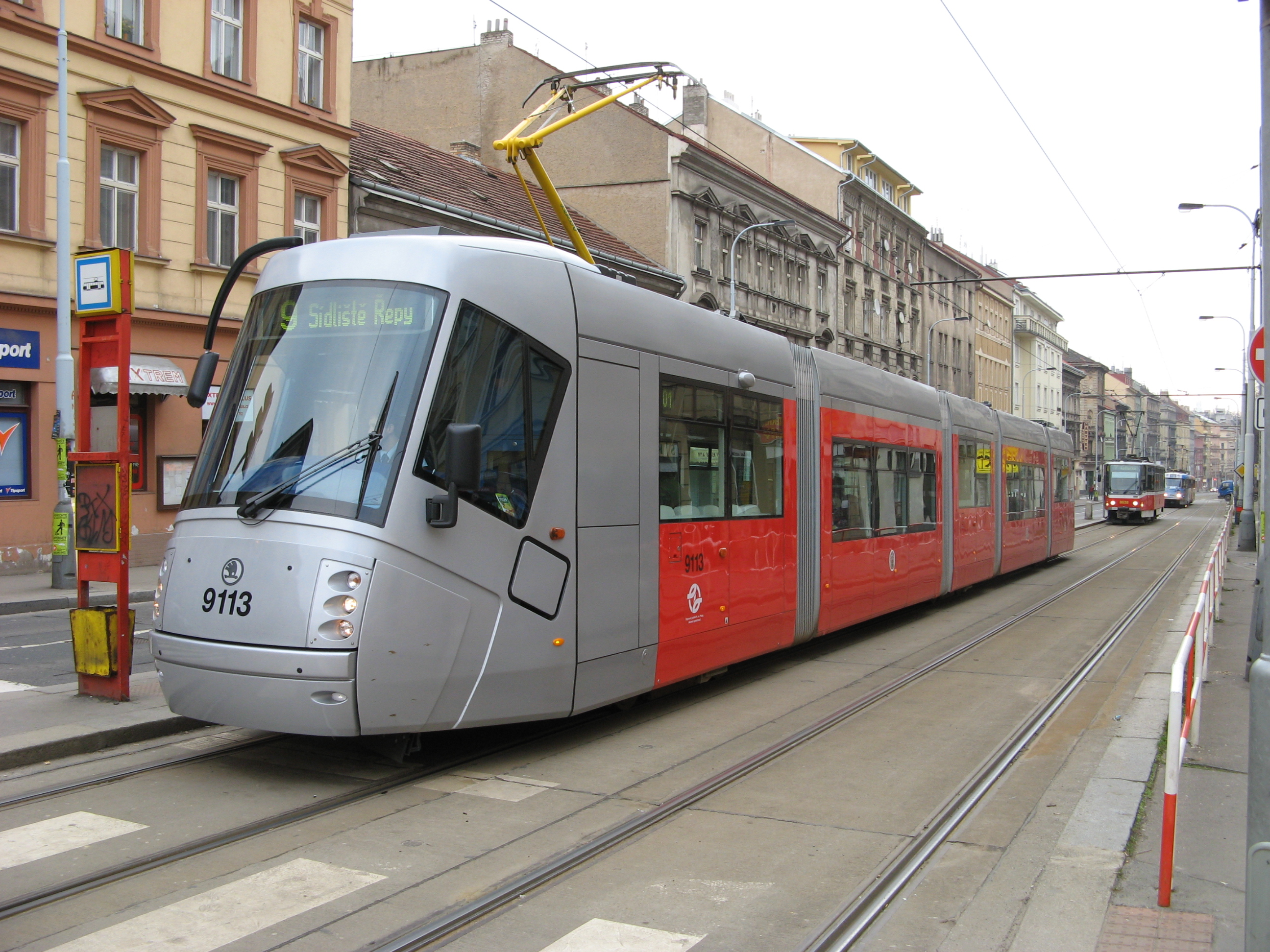
Tram van het type Škoda 14 T
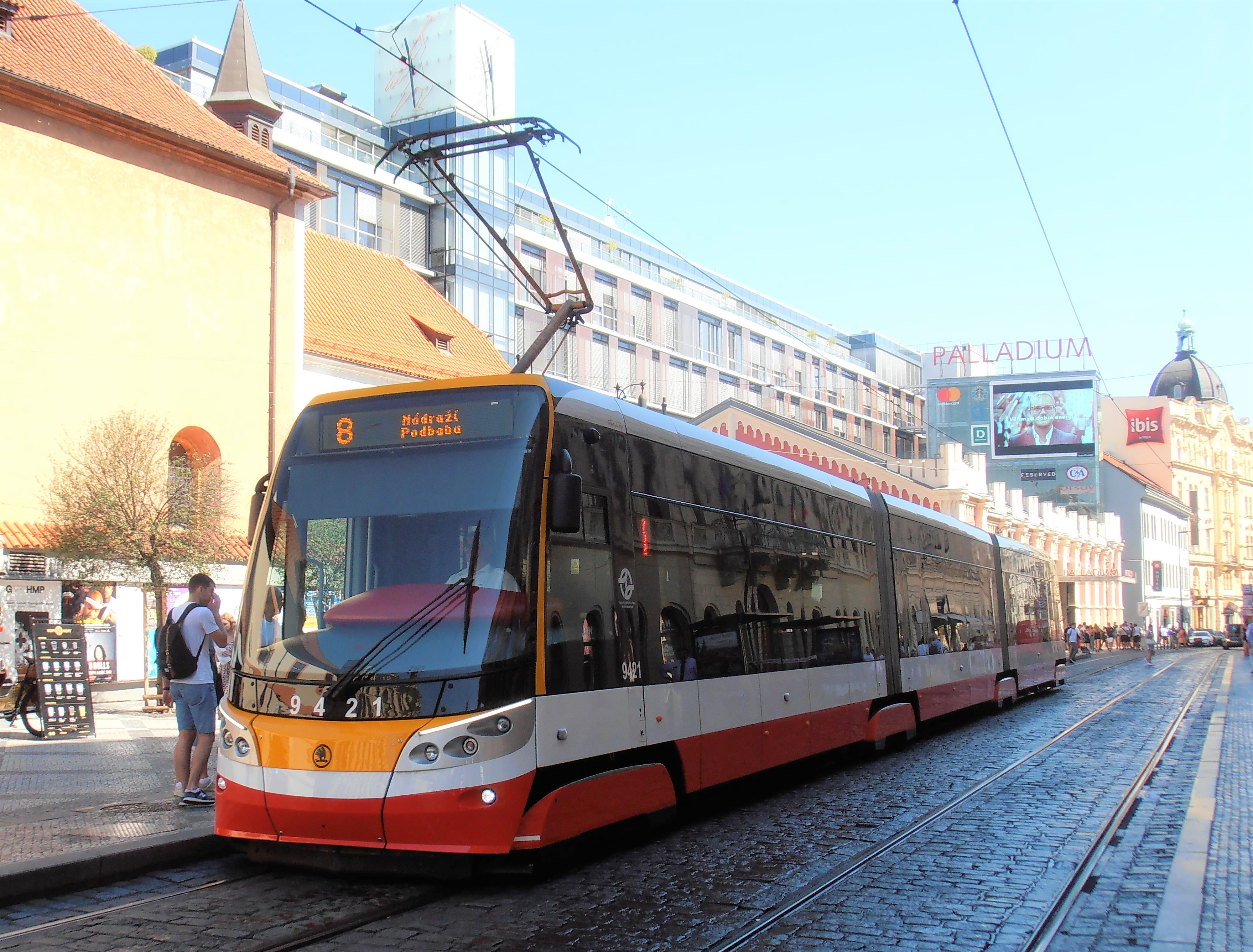
Een Škoda ForCity Alfa 15T tram

### Remises
In Praag zijn in totaal 8 tramremises waarvan er één, Vozovna Strašnice, voor een deel in gebruik is voor het museummaterieel.